# Kopalino
Kopalino (deutsch Koppalin, kaschubisch Kòpalëno) ist ein Dorf im Powiat Wejherowski (Neustädter Kreis) der polnischen Woiwodschaft Pommern. Es ist ein Schulzenamt der Landgemeinde Choczewo (Chottschow). 
Das zugehörige Dorf Lubiatowo (Lübtow) ist seit Ende 2021 ein möglicher Standort des ersten Kernkraftwerks des Landes.

## Geographie

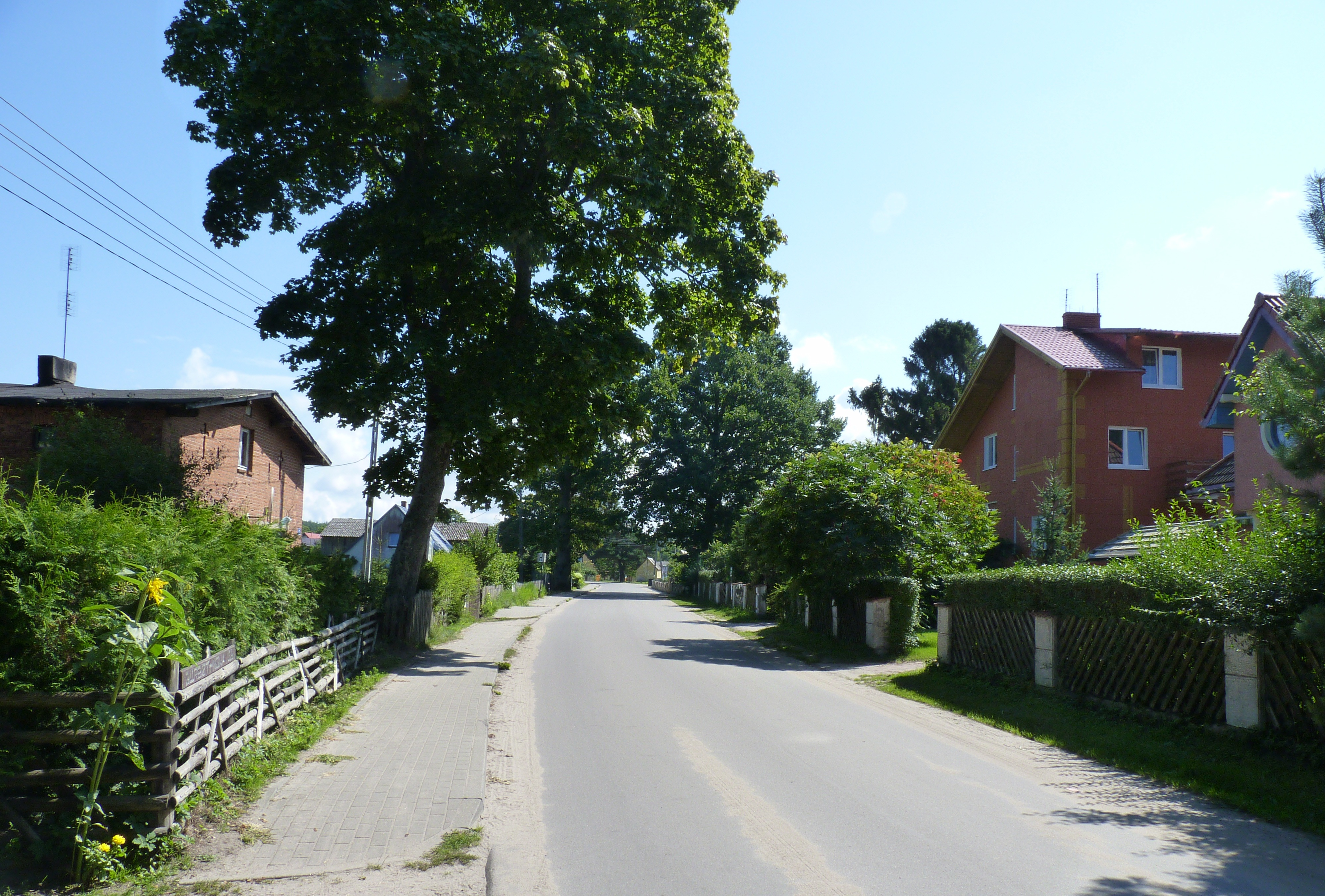
Dorfstraße

Das Dorf liegt in Hinterpommern, etwa zwei Kilometer von der Ostseeküste entfernt. Choczewo (Chottschow) liegt etwa sechs Kilometer, die Kreisstadt Wejherowo (Neustadt in Westpreußen) 32 Kilometer südöstlich. Im Norden grenzt die Gemarkung an die Ostsee, im Osten an Lubiatowo (Lübtow), im Süden an Osieki Lęborskie (Ossecken), Kierzkowo (Kerschkow) sowie Jackowo (Jatzkow) und im Westen an Biebrowo (Bebbrow).
Die Landschaft ist eine Grundmoränenlandschaft. Die hohe Düne an der Küste ist bewaldet. Die Landgemeinde grenzt über eine Strecke von 17 Kilometern an die Ostsee. Der kleine Koppaliner See (Jezioro Kopalińskie) im Nordwesten des Orts ist fischreich.

## Geschichte

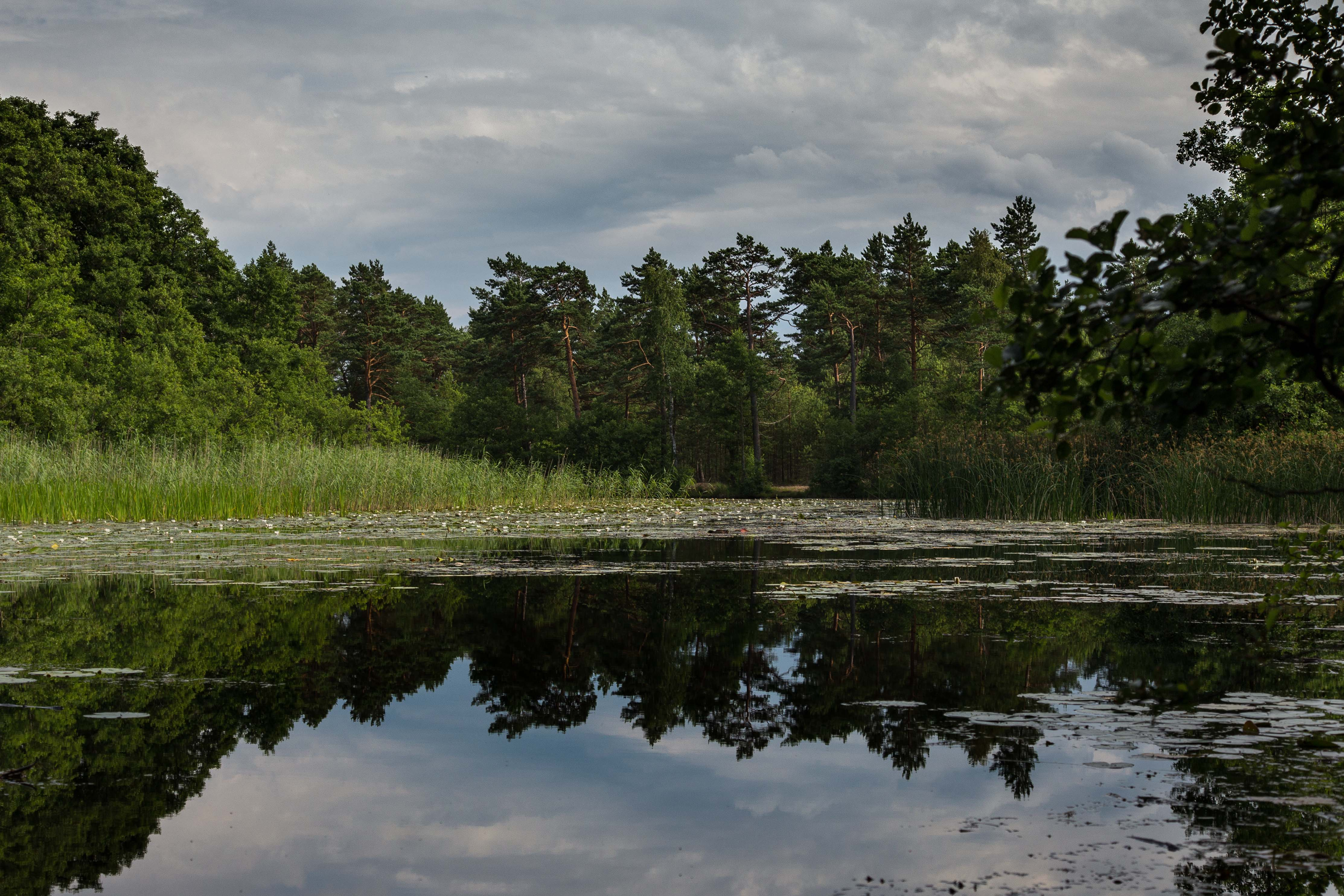
Koppaliner See

Koppalin war in älterer Zeit nur ein Ortsteil des adligen Wohnsitzes Lübtow. Auch um 1780 gehörte Koppalin noch zu dem Gutsbezirk Lübtow, der sich im Besitz der Familie Lübtow befand.
Der Kreis Lauenburg-Bütow wurde 1846 geteilt, der Teil an der Ostseeküste kam zum Landkreis Lauenburg i. Pom. im Regierungsbezirk Köslin der Provinz Pommern. Amtsgerichtsbezirk war Lauenburg. Der Zarnowitzer See bildete die Grenze zu Westpreußen. Die Landgemeinde Koppalin hatte am 1. Dezember 1885 127, der Gutsbezirk 85 Einwohner.
Am 13. Januar 1904 erfolgte der Zusammenschluss der Landgemeinde Koppalin und des Gutsbezirks Koppalin zur Landgemeinde Koppalin.
Nach Ende des Ersten Weltkriegs wurde der Norden Provinz Westpreußen aufgrund der Bestimmungen des Versailler Vertrags, mit Wirkung vom 20. Januar 1920, an Polen abgetreten. Die neue Staatsgrenze verlief etwa 15 Kilometer östlich.
Vor 1945 bildete Koppalin eine Landgemeinde im Landkreis Lauenburg i. Pom., Regierungsbezirk Köslin, der preußischen Provinz Pommern des Deutschen Reichs. Koppalin war dem Amtsbezirk Sassin zugeordnet.
Gegen Ende des Zweiten Weltkriegs besetzte im Frühjahr 1945 die Rote Armee das Gebiet. Bald darauf wurde Hinterpommern zusammen mit Westpreußen und der südlichen Hälfte Ostpreußens von der Sowjetunion der Volksrepublik Polen zur Verwaltung überlassen. Es begann danach die Zuwanderung polnischer Zivilisten, von denen die einheimischen Dorfbewohner aus ihren Häusern und Gehöften gedrängt wurden. Das Dorf Koppalin wurde unter der polonisierten Ortsbezeichnung ‚Kopalino‘ verwaltet. In der Folgezeit  wurden die einheimischen Dorfbewohner von der polnischen Administration aus Koppalin vertrieben. 
Von 1954 bis 1972 gehörte der Ort zur Gromada Choczewo. Die Landgemeinde wurde 1973 wieder gebildet und gehörte in den Jahren von 1975 bis 1998 administrativ zur Woiwodschaft Danzig, der Powiat Lęborski war in diesem Zeitraum aufgelöst. Seit 1. Januar 1999 gehört die Gemeinde zum Powiat Wejherowski der Woiwodschaft Pommern.
Im Dorf lebten nach der Volkszählung von 2011 175 Einwohner, 2002 betrug ihre Zahl 155 und 1998 136.

## Kirche

### Kirchspiel bis 1945
Die hier vor 1945 lebenden Dorfbewohner gehörten mit großer Mehrheit der evangelischen Konfession an. Das evangelische Kirchspiel war in Ossecken.
Das katholische Kirchspiel war in Wierschutzin.

### Polnisches Kirchspiel seit 1945
Die seit 1945 und Vertreibung der einheimischen Dorfbewohner anwesende polnische Einwohnerschaft ist größtenteils katholisch.
Hier lebende evangelische Polen sind dem Pfarramt in Stolp in der Diözese Pommern-Großpolen der Evangelisch-Augsburgischen Kirche in Polen zugeordnet, das eine gottesdienstliche Außenstation in Lauenburg i. Pom. unterhält.

## Verkehr
In Choczewo besteht Anschluss an die Woiwodschaftsstraße 213, die von Krokowa (Krockow) im Osten nach Słupsk (Stolp) im Westen führt. Eine Bahnanbindung in Choczewo besteht seit 2004 nicht mehr.
Der nächste internationale Flughafen ist Danzig.